# Diadophis punctatus

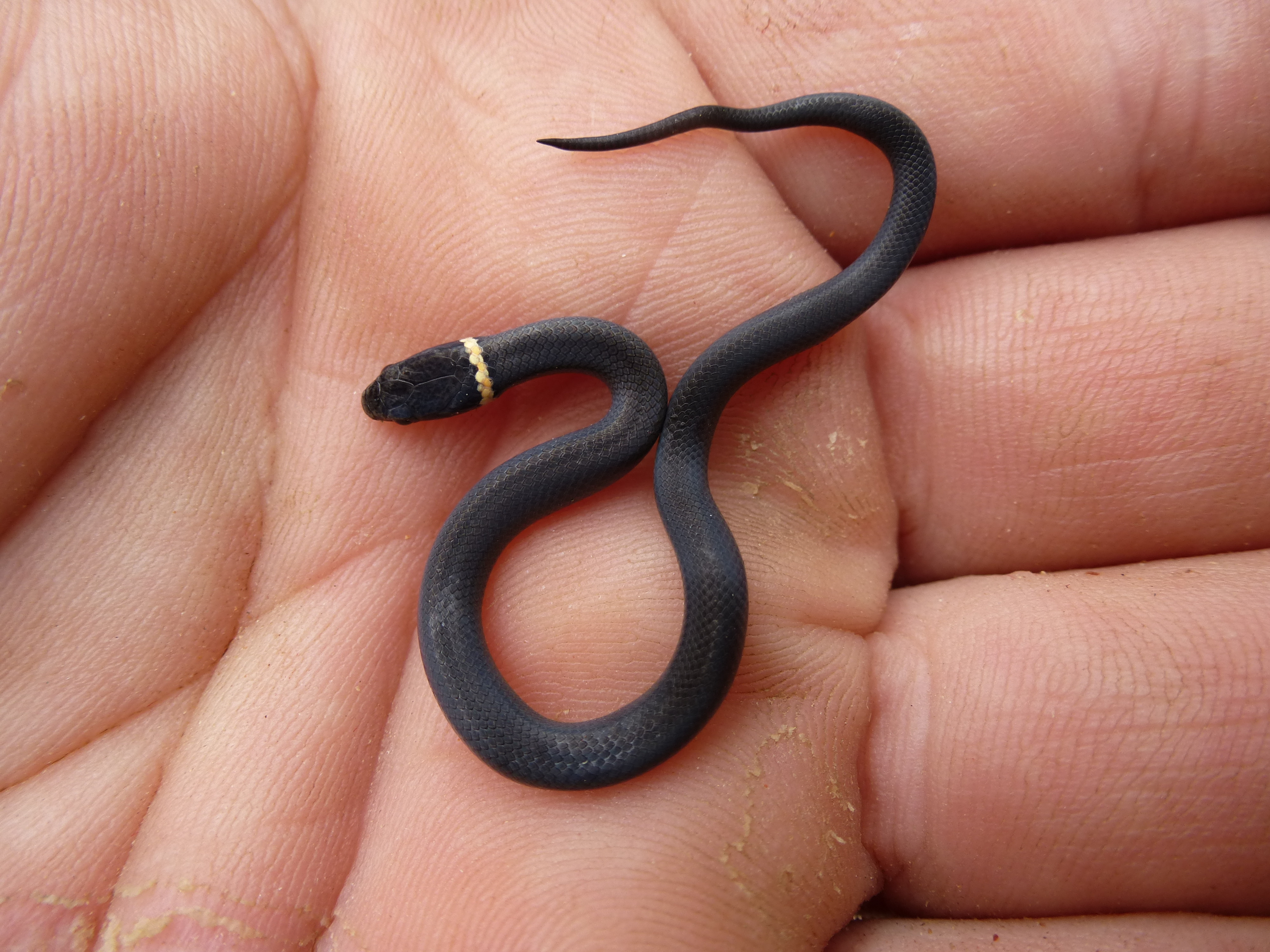
Espécimen juvenil de D. punctatus

La culebra de collar (Diadophis punctatus), también conocida como coralillo falso, culebra de panza roja, o culebrita, es una especie de la familia Dipsadidae del orden Squamata (lagartijas y serpientes. Es la única especie del género Diadophis. Esta inofensiva culebra se encuentra en gran parte de los Estados Unidos, centro de México y sureste de Canadá. Es de hábitos  nocturnos ligeramente venenosas. Por su naturaleza no agresiva y pequeños colmillos orientados hacia atrás representa una amenaza casi nula para los humanos que desean manipularle. La especie es más conocida por su postura única de defensa de acurrucarse su cola, exponiendo su superficie ventral posterior (color rojo-naranja brillante) cuando está amenazada.
Se cree que esta culebra es bastante abundante en la mayor parte de su distribución (aunque ninguna evaluación científica respalda esta hipótesis). Actualmente se carece de investigación científica respecto a las culebras de collar y se necesitan investigaciones más profundas. Actualmente se identifican 14 subespecies, pero muchos herpetólogos cuestionan las clasificaciones basadas en la morfología.
Generalmente su coloración dorsal varía desde color aceituna, marrón y gris azulado hasta negro ahumado, acompañado solo por una banda distintiva en el cuello color amarillo, rojo o naranja. Cabeza ligeramente más oscura que el resto del cuerpo, con tendencia a ser más negra, gris u oliva. Ventralmente, exhibe coloración amarillo-naranja a roja rota por puntos negros en forma de media luna a lo largo de los márgenes. El tamaño varía según la distribución de la especie. Por lo general, el adulto mide entre 25 y 38 cm.
Es bastante común en gran parte de los Estados Unidos y se extiende hacia el sureste de Canadá y el centro de México. En México existe una población continua desde el noreste de Sonora extendiéndose por los estados de Chihuahua, Coahuila, Nuevo León y la zona norte de Zacatecas y San Luis Potosí. Se extiende hacia el sureste pasando por los estados de Durango y Aguascalientes, encontrándose en la zona norte de Jalisco y Michoacán y la zona sur de Zacatecas y Guanajuato hasta Tlaxcala y Puebla. También se le ha observado en Baja California, Sinaloa, Nayarit, Colima, Querétaro, Hidalgo, Veracruz, Estado de México y Ciudad de México.
Vive en una amplia variedad de hábitats. Stebbins (2003) identificó a la especie como una serpiente de hábitats húmedos, con condiciones de suelo húmedo como sustrato preferido. Difícilmente se encuentra por encima de los 2,200 m s. n. m. Normalmente se encuentra en bosques de tierras planas.
En México, la NOM-059-SEMARNAT-2010 no considera a esta culebra terrestre en sus listas de especies en riesgo; la UICN 2019-1 la considera como de Preocupación menor.

## Descripción
Las serpientes de cuello anillado son bastante similares en morfología en gran parte de su distribución. Su coloración dorsal varía desde color aceituna , marrón y gris azulado hasta negro ahumado, que se acompaña solo por una banda distintiva en el cuello de color amarillo, rojo o naranja. Algunas poblaciones en Nuevo México, Utah y otros lugares no tienen la banda de cuello distintiva, además, los individuos pueden tener bandas para el cuello reducidas o parcialmente coloreadas que son difíciles de distinguir, la coloración del collar también puede ser de un color crema en lugar de naranja brillante o rojo.
La coloración de la cabeza tiende a ser ligeramente más oscura que el resto del cuerpo, con tendencia a ser más negra, gris u oliva. Ventralmente, las serpientes exhiben una coloración amarillo-naranja a roja rota por puntos negros en forma de media luna a lo largo de los márgenes. Algunos especímenes carecen de la coloración ventral característica, pero generalmente conservan las manchas negras. En raras ocasiones, los individuos carecen de la coloración ventral y de la banda del cuello, entonces el uso de las manchas negras en el vientre es la forma más fácil para identificar a los especímenes.
El tamaño varía según locales de la especie. Por lo general, los adultos miden entre 25 y 38 cm (10–15 pulgadas) de longitud, con excepción de D. p. regalis, que mide de 38 a 46 cm (15–18 pulg.). Los ejemplares jóvenes de un año miden típicamente unos 20 cm (8 pulgadas) y crecen de 2 a 5 cm (1 a 2 pulgadas) al año, dependiendo de la etapa de desarrollo o la disponibilidad de recursos.
Las serpientes de cuello anillado tienen escamas lisas con 15–17 filas de escamas en la mitad del cuerpo. Los machos suelen tener tubérculos pequeños en sus escamas justo antes de la cloaca, que generalmente están ausentes en las hembras.

## Distribución
Las serpientes de cuello anillado son bastante comunes en gran parte de los Estados Unidos y se extienden hacia el sureste de Canadá y el centro de México. Las poblaciones orientales cubren todo el litoral oriental desde el Golfo de San Lorenzo hasta la costa del Golfo de Texas. La distribución va tierra adentro hacia el norte de Minnesota, continuando diagonalmente a través de los Estados Unidos para incluir todo Iowa, el este de Nebraska y la mayor parte de Kansas. En el oeste de los EE. UU. La distribución es significativamente menos continua, con segmentos de población irregulares en la mayor parte del noroeste del Pacífico. Las poblaciones se extienden desde el centro-sur de Washington y continúan a lo largo de la costa oeste hasta México. Los segmentos de población se extienden tierra adentro hacia el oeste de Idaho, a través del sur de Nevada, hasta el centro de Utah, y continúan hacia el sur a través de Arizona y el centro de México.
En México existe una población continua desde el noreste de Sonora extendiéndose por los estados de Chihuahua, Coahuila, Nuevo León y la zona norte de Zacatecas y San Luis Potosí. Se extienden hacia el sureste pasando por los estados de Durango, y Aguascalientes, encontrándose en la zona norte de Jalisco y Michoacán y la zona sur de Zacatecas y Guanajuato hasta Tláxcala y Puebla.

## Hábitat
Las culebras de collar viven en una amplia variedad de hábitats. Las subespecies del norte oeste de Estados Unidos se encuentran dentro de bosques abiertos cerca de laderas rocosas o en ambientes más húmedos con abundante cobertura o escombros leñosos. Las subespecies del sur existen principalmente en ambientes ribereños y húmedos, especialmente en hábitats más áridos. Stebbins (2003) identificó a la especie como una serpiente de hábitats húmedos, con condiciones de suelo húmedo como sustrato preferido. Las culebras de collar difícilmente se encuentran por encima de una elevación de 2,200 metros sobre el nivel del mar (7,200 pies). En las regiones del norte, las madrigueras también son importantes para identificar el hábitat adecuado de la culebra de collar. Las densidades de población generalmente se comparten comunalmente, y son identificables por el tipo de grieta o agujero subsuperficial existente lo suficientemente profundo como para evitar temperaturas de congelación. Dado que es un reptil del bosque, también se puede encontrar comúnmente debajo de restos de árboles. Debido al clima cálido, tienden a hacer agujeros y madrigueras, o se esconden debajo de rocas o cualquier material adecuado. Normalmente se encuentran en bosques de tierras planas.

## Dieta
La dieta de la culebra de collar consiste principalmente en salamandras, lombrices de tierra y babosas pequeñas, pero a veces también come lagartijas, ranas y algunas serpientes jóvenes de otras especies, la frecuencia con la que se eligen a las presas depende de su disponibilidad dentro del hábitat. Las culebras de collar usan una combinación de constricción y "envenenamiento" para asegurar a sus presas. Éstas serpientes no tienen una glándula venenosa verdadera, pero tienen una estructura análoga llamada glándula de Duvernoy derivada del mismo tejido. La mayoría de las subespecies tienen colmillos traseros con los últimos dientes maxilares en ambos lados de la mandíbula superior siendo más largos y canalizados con excepción de la subespecie D. p. edwardsii, que no tiene colmillos.
El veneno se produce en la glándula de Duvernoy ubicada directamente detrás del ojo, luego se drena por una abertura en la parte posterior del diente maxilar. Las culebras de collar primero atacan y luego aseguran a la presa con constricción. Luego, maniobran sus bocas hacia adelante, asegurando que el último diente maxilar pinche la piel y permitiendo que el veneno ingrese al tejido de la presa. Las culebras de collar rara vez son agresivas para los depredadores más grandes, lo que sugiere que su veneno evolucionó como una estrategia de alimentación en lugar de una estrategia de defensa. En lugar de intentar morder a un depredador, la serpiente enrolla su cuerpo, exponiendo su vientre de colores brillantes.

## Reproducción
Las serpientes de cuello anillado generalmente se aparean en la primavera, sin embargo, en algunas subespecies, el apareamiento ocurre en el otoño y se produce un retraso en la implantación. Las hembras atraen a los machos secretando feromonas de su piel y una vez que el macho encuentra a una hembra, comienza moviendo su boca cerrada a lo largo del cuerpo de la hembra, luego el macho muerde a la hembra alrededor del anillo de su cuello, maniobrando para alinear sus cuerpos para que los espermatozoides puedan insertarse en la cloaca de la hembra. Las hembras ponen sus huevos en suelos sueltos y aireados debajo de una roca o en un tronco podrido. Depositan entre tres y diez huevos a principios de verano y eclosionan en agosto o septiembre. El huevo es alargado con un color blanco contrastado con extremos amarillos. Cuando nacen, los jóvenes son precoces y se las arreglan solos sin el cuidado de los padres.

## Subespecies
Son reconocidas las siguientes 14 subespecies
- D. p. acricus Paulson, 1966 — Culebra de collar de Paulson
- D. p. amabilis Baird & Girard, 1853 — Culebra de collar del Pacífico
- D. p. anthonyi Van Denburgh & Slevin, 1942 — Culebra de Collar de Isla Todos Santos
- D. p. arnyi Kennicott, 1859 — Culebra de collar de la pradera
- D. p. dugesii Villada, 1875 — Culebra de collar de Dugès'
- D. p. edwardsii (Merrem, 1820) — culebra de collar norteña
- D. p. modestus Bocourt, 1866 — Culebra de collar de San Bernardino
- D. p. occidentalis Blanchard, 1923 — Culebra de collar del noroeste
- D. p. pulchellus Baird & Girard, 1853 — Culebra de collar de vientre coral
- D. p. punctatus (Linnaeus, 1766) — Culebra de collar sureña
- D. p. regalis Baird & Girard, 1853 — Culebra de collar real
- D. p. similis Blanchard, 1923 — Culebra de collar de San Diego
- D. p. stictogenys Cope, 1860 — Culebra de collar del Mississippi
- D. p. vandenburgii Blanchard, 1923 — Culebra de collar de Monterey